# SVT:s julotta
SVT:s julotta är en TV-gudstjänst, som traditionsenligt sänds från en viss kyrka i SVT under juldagens morgon. Sändningarna omfattar även en julbön från samma värdkyrka under julaftons kväll. Oftast sänds programmet i repris senare under förmiddagen. Även gudstjänsten för annandag jul brukar sändas. Julottan 1962 sändes ut i Eurovisionen. Den första julottan som sändes i färg var 1968. Såväl julottan som julbönen och annandagens gudstjänst är i regel förinspelade, medan Påvens Midnattsmässa från Peterskyrkan sänds direkt föregående kväll.

## Lista
| Årtal | Plats                              |
| 1959  | Bromma kyrka, Stockholm            |
| 1960  | Adolf Fredriks kyrka, Stockholm    |
| 1961  | Skeppsholmskyrkan, Stockholm       |
| 1962  | Leksands kyrka                     |
| 1963  | Storkyrkan, Stockholm              |
| 1964  | Danderyds kyrka                    |
| 1965  | Solna kyrka                        |
| 1966  | Tyresö kyrka                       |
| 1967  | Täby kyrka                         |
| 1968  | Kungsholms kyrka, Stockholm        |
| 1969  | Turinge kyrka                      |
| 1970  | Skabersjö kyrka                    |
| 1971  | Sorunda kyrka                      |
| 1972  | Råda kyrka                         |
| 1973  | Umeå stads kyrka                   |
| 1974  | Botkyrka kyrka                     |
| 1975  | Danderyds kyrka                    |
| 1976  | Torslanda kyrka                    |
| 1977  | Bjursås kyrka                      |
| 1978  | Sankta Birgittas kapell, Göteborg  |
| 1979  | Kungsholms kyrka, Stockholm        |
| 1980  | Riddarholmskyrkan, Stockholm       |
| 1981  | Örgryte gamla kyrka, Göteborg      |
| 1982  | Lögdö kyrka                        |
| 1983  | Dalby kyrka                        |
| 1984  | Västra Frölunda kyrka              |
| 1985  | Njurunda kyrka, Sundsvall          |
| 1986  | Rättviks kyrka                     |
| 1987  | S:t Petri kyrka, Malmö             |
| 1988  | ?                                  |
| 1989  | Almby kyrka, Örebro ?              |
| 1990  | Stora Tuna kyrka                   |
| 1991  | Umeå stads kyrka                   |
| 1992  | Linköpings domkyrka                |
| 1993  | Södra Sallerups kyrka              |
| 1994  | Täby gamla kyrka                   |
| 1995  | Almby kyrka, Örebro                |
| 1996  | Karlstads domkyrka                 |
| 1997  | Söderledskyrkan, Farsta församling |
| 1998  | Umeå stads kyrka                   |
| 1999  | Linköpings domkyrka                |
| 2000  | Kristine kyrka, Falun              |
| 2001  | Örgryte nya kyrka, Göteborg        |
| 2002  | Älmhults kyrka                     |
| 2003  | Johannelunds kyrka, Linköping      |
| 2004  | Stora Råby kyrka                   |
| 2005  | Själevads kyrka                    |
| 2006  | Raus kyrka                         |
| 2007  | Hjo folkhögskola                   |
| 2008  | Sankt Lars kyrka, Linköping        |
| 2009  | Heda kyrka                         |
| 2010  | Nora kyrka                         |
| 2011  | Charlottenborgskyrkan              |
| 2012  | Skara domkyrka                     |
| 2013  | Katarina kyrka                     |
| 2014  | Leksands kyrka                     |
| 2015  | Klara kyrka, Stockholm             |
| 2016  | Sankt Nicolai kyrka, Örebro        |
| 2017  | Täby kyrka, Täby                   |
| 2018  | Sankt Laurentii kyrka, Söderköping |
| 2019  | Boda kyrka                         |
| 2020  | Åmåls kyrka                        |
| 2021  | Ersta kyrka                        |
| 2022  | Mariakyrkan, Sigtuna               |
| 2023  | Hedvigs kyrka, Norrköping          |
| 2024  | Järna kyrka                        |
| ----- | ---------------------------------- |

### Fotnoter
1. ↑  ”SVT, TV1 1978-12-25”. Svensk mediedatabas. 25 december 1978. http://smdb.kb.se/catalog/id/001687260. Läst 25 december 2014.
2. ↑  ”SVT, TV1 1979-12-25”. Svensk mediedatabas. 25 december 1979. http://smdb.kb.se/catalog/id/001691039. Läst 25 december 2014.
3. ↑  ”SVT, TV1 1980-12-25”. Svensk mediedatabas. 25 december 1980. http://smdb.kb.se/catalog/id/001693114. Läst 25 december 2014.
4. ↑  ”SVT, TV1 1981-12-25”. Svensk mediedatabas. 25 december 1981. http://smdb.kb.se/catalog/id/001695463. Läst 25 december 2014.
5. ↑  ”TV-tablå”. Dagens Nyheter. 24 december 1982.
6. ↑  ”SVT, TV1 1985-12-25”. Svensk mediedatabas. 25 december 1985. http://smdb.kb.se/catalog/id/001704341. Läst 25 december 2014.
7. ↑  ”SVT, TV2 1990-12-25”. Svensk mediedatabas. 25 december 1990. http://smdb.kb.se/catalog/id/001728314. Läst 25 december 2014.
8. ↑  ”SVT, TV2 1991-12-25”. Svensk mediedatabas. 25 december 1991. http://smdb.kb.se/catalog/id/001729638. Läst 25 december 2014.
9. ↑  ”SVT, TV2 1992-12-25”. Svensk mediedatabas. 25 december 1992. http://smdb.kb.se/catalog/id/001731031. Läst 25 december 2014.
10. ↑  ”SVT, TV2 1993-12-25”. Svensk mediedatabas. 25 december 1993. http://smdb.kb.se/catalog/id/001732660. Läst 25 december 2014.
11. ↑  ”SVT, TV2 1994-12-25”. Svensk mediedatabas. 25 december 1994. http://smdb.kb.se/catalog/id/001737875. Läst 25 december 2014.
12. ↑  ”SVT, TV2 1995-12-25”. Svensk mediedatabas. 25 december 1995. http://smdb.kb.se/catalog/id/001739635. Läst 25 december 2014.
13. ↑  ”SVT, SVT1 1996-12-25”. Svensk mediedatabas. 25 december 1996. http://smdb.kb.se/catalog/id/001741493. Läst 25 december 2014.
14. ↑  ”SVT, SVT2 1997-12-25”. Svensk mediedatabas. 25 december 1997. http://smdb.kb.se/catalog/id/001746126. Läst 25 december 2014.
15. ↑  ”SVT, SVT1 1998-12-25”. Svensk mediedatabas. 25 december 1998. http://smdb.kb.se/catalog/id/001750212. Läst 25 december 2014.
16. ↑  ”SVT, SVT1 1999-12-25”. Svensk mediedatabas. 25 december 1998. http://smdb.kb.se/catalog/id/001753580. Läst 25 december 2014.
17. ↑  ”SVT, SVT1 2000-12-25”. Svensk mediedatabas. 25 december 1999. http://smdb.kb.se/catalog/id/001758011. Läst 25 december 2014.
18. ↑  ”Gudstjänst”. Svensk mediedatabas. 25 december 2001. http://smdb.kb.se/catalog/id/001567301. Läst 25 december 2014.
19. ↑  ”När juldagsmorgon glimmar”. Svensk mediedatabas. 25 december 2002. http://smdb.kb.se/catalog/id/001586702. Läst 25 december 2014.
20. ↑  ”Julotta”. Svensk mediedatabas. 25 december 2003. http://smdb.kb.se/catalog/id/001621950. Läst 25 december 2014.
21. ↑  ”Julotta”. Svensk mediedatabas. 25 december 2004. http://smdb.kb.se/catalog/id/001670929. Läst 25 december 2014.
22. ↑  ”Julotta”. Svensk mediedatabas. 25 december 2005. http://smdb.kb.se/catalog/id/003055420. Läst 25 december 2014.
23. ↑  ”Julotta”. Svensk mediedatabas. 25 december 2006. http://smdb.kb.se/catalog/id/003133099. Läst 25 december 2014.
24. ↑  ”Julotta”. Svensk mediedatabas. 25 december 2007. http://smdb.kb.se/catalog/id/002210051. Läst 25 december 2014.
25. ↑  ”Julotta”. Svensk mediedatabas. 25 december 2007. http://smdb.kb.se/catalog/id/002437664. Läst 25 december 2014.
26. ↑  ”SVT1 2009-12-25”. Svensk mediedatabas. 25 december 2009. http://smdb.kb.se/catalog/id/002590493. Läst 25 december 2014.
27. ↑  ”SVT1 2010-12-25”. Svensk mediedatabas. 25 december 2010. http://smdb.kb.se/catalog/id/002689043. Läst 25 december 2014.
28. ↑  ”SVT1 2011-12-25”. Svensk mediedatabas. 25 december 2011. http://smdb.kb.se/catalog/id/002776357. Läst 25 december 2014.
29. ↑  ”SVT1 2012-12-25”. Svensk mediedatabas. 25 december 2012. http://smdb.kb.se/catalog/id/002873465. Läst 25 december 2014.
30. ↑  ”SVT1 2013-12-25”. Svensk mediedatabas. 25 december 2013. http://smdb.kb.se/catalog/id/002972766. Läst 25 december 2014.
31. ↑  ”SVT1 2014-12-25”. Svensk mediedatabas. 25 december 2014. http://smdb.kb.se/catalog/id/003550407. Läst 24 december 2015.
32. ↑  ”SVT2 2015-12-25”. Svensk mediedatabas. 25 december 2015. https://smdb.kb.se/catalog/id/003633879. Läst 12 december 2016.
33. ↑  ”SVT2 2015-12-26”. Svensk mediedatabas. 25 december 2015. https://smdb.kb.se/catalog/id/003715068. Läst 30 december 2016.
34. ↑  ”SVT1 2017-12-25”. Svensk mediedatabas. 25 december 2017. https://smdb.kb.se/catalog/id/003785326. Läst 5 januari 2018.
35. ↑  ”SVT2 2018-12-25”. Svensk mediedatabas. 25 december 2018. https://smdb.kb.se/catalog/id/003852735. Läst 4 januari 2019.
36. ↑  ”SVT2 2019-12-25”. Svensk mediedatabas. 25 december 2019. https://smdb.kb.se/catalog/id/003959171. Läst 18 januari 2020.
37. ↑  SVT:s julotta på Svensk mediedatabas
38. ↑  SVT:s julotta på Svensk mediedatabas
39. ↑  ”AFFISCH SVT-Recovered”. 1 november 2022. https://www.svenskakyrkan.se/bilder/1133501/AFFISCH%20SVT-Recovered.jpg. Läst 14 november 2022.
40. ↑  SVT:s julotta på Svensk mediedatabas
41. ↑  SVT:s julotta på Svensk mediedatabas
42. ↑  SVT:s julotta på Svensk mediedatabas
43. ↑  Eva Janzon (16 november 2024). ”Här spelas julens gudstjänster i SVT in” (på svenska). Dagen. https://www.dagen.se/nyheter/2024/11/16/har-spelas-julens-gudstjanster-i-svt-in/. Läst 25 december 2024.